# Olivier Desmarais
Olivier Desmarais est un homme d’affaires canadien.
Il est le fils d'André Desmarais et petit-fils de Paul Desmarais et de Jean Chrétien, ancien premier ministre de Canada.

## Carrière
Membre du Barreau du Québec depuis 2009, Olivier Desmarais devient vice-président de Power Corporation et de la Financière Power en 2014. Depuis janvier 2017, il est premier vice-président de Power Corporation et de la Financière Power,.
Par son rôle actuel, il est très impliqué au sein de la Corporation Énergie Power, qui gère activement des placements dans le secteur de l’énergie durable et renouvelable. Énergie Power investit dans des secteurs tirant parti de la transformation de l’énergie à l’échelle mondiale et est actuellement actionnaire majoritaire de sociétés qui développent, détiennent et exploitent des installations de production d’énergies solaire et éolienne situées en Amérique du Nord, ainsi que dans des sociétés du secteur de l’énergie durable:
- Potentia Renewables[4], qui développe, détient et exploite des actifs d’énergie renouvelable ;
- Nautilus Solar Energy, qui gère des actifs et développe de projets d'énergie solaire, plus spécifiquement de projets de distribution et de production industrielle d'énergie solaire [5];

- Lumenpulse, un chef de file de l’éclairage DEL[6] ;
- Lion (La Compagnie Électrique Lion)[7], une société novatrice de fabrication de véhicules sans émission.

Olivier Desmarais et son cousin Paul Desmarais III occupent des postes clés depuis plusieurs années au sein de l’équipe de haute direction de Power Corporation,.
Olivier Desmarais détient un baccalauréat en droit civil de l’Université d'Ottawa et un baccalauréat en sociologie et en sciences politiques de l’Université McGill,.

## Directorats
Il est administrateur de la Canada Vie, d'IG Gestion de patrimoine et de Mackenzie. Depuis 2015, il est aussi président du conseil de la Corporation Énergie Power et siège au conseil de Lumenpulse.

## Autres engagements
En novembre 2018, Olivier Desmarais a été nommé président du conseil d’administration du Conseil d'affaires Canada-Chine (CCBC).

## Philanthropie
Il est membre du conseil d’administration de la Fondation de l’Hôpital général de Montréal et de l'Institut canadien de recherches avancées.
Il est membre du Régiment des Voltigeurs de Québec.